# Contea di Hardin (Iowa)
La contea di Hardin (in inglese Hardin County) è una contea dello Stato dell'Iowa, negli Stati Uniti. La popolazione al censimento del 2000 era di 18 812 abitanti. Il capoluogo di contea è Eldora.